# Edward William Brayley
Edward William Brayley (28 de septiembre de 1801 – 1 de febrero de 1870) fue un geógrafo, bibliotecario, y escritor de ciencia británico.

## Primeros años
Brayley nació en Londres, hijo de Edward Wedlake Brayley, un notable erudito, y de su mujer Anne (c. 1771–1850). Su escolarización, en compañía de sus hermanos Henry y Horatio se inició a muy temprana edad, resguardado y protegido en su propio hogar. Creció en un ambiente austero, con muy poco contacto con otros niños o con el mundo de fuera de su casa. Posteriormente estudió en la Institución de Londres y en la Royal Institution, con William Thomas Brande como profesor.
Brayley abandonó su primera inclinación por seguir los pasos de su padre y se decantó por la ciencia. Publicó escritos sobre temas diversos en varias revistas científicas como el Philosophical Magazine, donde fue ayudante editorial entre 1823 y 1844. En 1829 y 1830, Brayley fue empleado por Rowland Hill como profesor de ciencias físicas en sus escuelas de Hazelwood, Edgbaston, Birmingham y Bruce Castle, Tottenham, Londres.

## Bibliotecario y conferenciante
En 1834, fue nombrado bibliotecario de la London Institution, y en 1865 profesor de geografía física. Pronunció conferencias sobre temas diversos también en la Royal Institution, en el London Mechanics' Institute, y en las Instituciones de Belgrave, Russell, y Marylebone. Como miembro del personal de la Institución de Londres, a menudo era llamado en el último minuto para sustituir a algún conferenciante indispuesto.

## Editor
La mayoría de su trabajo científico implicó el análisis y la síntesis de las ideas publicadas por otros. Brayley trabajó en la publicación del "Chemical Catechism" (Catecismo Químico) (1834) de Samuel Parkes y contribuyó a numerosos artículos biográficos y científicos de la "English Cyclopaedia". Fue un colaborador cercano y amigo de William Robert Grove, con quien trabajó en la publicación del libro seminal de Groves sobre la conservación de la energía, "On the Correlation of Physical Forces" (Sobre la Correlación de las Fuerzas Físicas) (1846). También asistió a Luke Howard en la edición de su obra Barometrographia (1847).

## Personalidad y muerte
Aunque estuvo casado, no se dispone de datos sobre su mujer. Brayley murió de una enfermedad cardiaca en su casa de Islington, Londres.

## Reconocimientos
- Miembro fundador de la Sociedad Zoológica;[1]
- Miembro fundador de la Sociedad Química;[1]
- Miembro Correspondiente de la Societas Naturae Scrutatorum de Basilea;[1]
- Miembro de la Sociedad Filosófica Americana;[1]
- Miembro de la Sociedad Meteorológica Británica, (1850);[1]
- Miembro de la Royal Society, (1854);[1]
- El cráter lunar Brayley lleva este nombre en su memoria.[3]